# 新農鄉 (鄰水縣)
新農鄉，是中華人民共和國四川省鄰水縣曾经下辖的一个乡，存在於1953年-1956年。

## 沿革[1]
1953年4月24日，第一區(城北區)公所從觀音鄉划出6個村，增建新農鄉人民政府。1956年1月16日，新農鄉併入觀音鄉，新農鄉人民政府撤銷。